# پل‌ها در توکو-ری
پل‌ها در توکو-ری (انگلیسی: The Bridges at Toko-Ri) فیلمی در ژانر جنگی به کارگردانی مارک رابسون است که در سال ۱۹۵۴ منتشر شد.

## خلاصه داستان
داستان فیلم در دوران جنگ کره می گذرد و درباره خلبان نیروی دریایی است که باید با شخصیت دمدمی خود و ترسش از بمباران یک پل مهم کنار بیاید...

## جوایز
این فیلم برنده اسکار بهترین جلوه های ویژه و کاندیدای یک اسکار دیگر(کاندیدای اسکار بهترین تدوین)در سال ۱۹۵۵ شد.

## بازیگران
- ویلیام هولدن
- میکی رونی
- فردریک مارچ
- گریس کلی
- رابرت استاروس
- چارلز مک‌گرا
- کیکو آواجی
- ارل هالیمن
- دنیس ویور
- ویلیس بوشی